# Rosa phoenicia
Rosa phoenicia (троянда фінікійська) — вид рослин з родини трояндових (Rosaceae).

## Опис
Високий кущ 3–5 метрів заввишки з виткими гілками. Колючки досить товсті, 3–6 мм, гачкові, з широкою розширеною основою, ± однорідні. Листки опадні; листочків 5, від овальних до широко овальних, 2–4.5 x 1.5–2.7 см, від тупих до майже гострих, із закругленою основою, одно- або двозубчасті, верх рідко запушений і тьмяно-зелений, низ густо запушений і блідо-сірувато-зелений; рахіс запушений, колючий. Прилистки залозисто-зубчасті. Квітки в щільному щитку, зазвичай 10–20 разом. Квітконіжки 1–3.5 см, рідко запушені й залозисто-жорстко-волосисті. Зовнішні чашолистки перисті, 1.3–2 см, зазвичай запушені й залозисті на спині. Пелюстки 1.4–2.1 × 1.2–1.5 см білі, часто ледь-ледь рожеві біля основи. Гіпантій 1–1.2 см, яйцеподібний, зазвичай гладкий, червоний

## Поширення
Вид зростає у Греції й Азії: Східно-Егейські острови, Туреччина, Ірак, Ізраїль, Йорданія, Ліван, Сирія.
Населяє чагарники та живоплоти у вологих місцях.

## Синоніми
Синоніми: Rosa chlorocarpa Fenzl & Heinr.Braun.